# Il cantante mascherato (prima edizione)
La prima edizione del talent show Il cantante mascherato è andata in onda dal 10 al 31 gennaio 2020 per quattro puntate il venerdì in prima serata su Rai 1 con la conduzione di Milly Carlucci e in replica su Rai Premium, ed è stata vinta da Teo Mammucari con la maschera del Coniglio.
La prima edizione del programma è andata in onda in diretta dallo studio 5 degli Studi televisivi Fabrizio Frizzi di Via Ettore Romagnoli a Roma.

## Regolamento
Il regolamento prevede nelle prime due puntate un paio di manche: nel corso della prima tutti i cantanti si esibiscono nella canzone assegnata; mentre i vincitori passano alla puntata successiva, i concorrenti che non vengono salvati né dal voto social né dalla giuria passano allo spareggio sottoponendosi al giudizio del televoto. Ciascun concorrente può esser salvato in tre modi: ricevendo il maggior numero di preferenze da parte della giuria, ottenendo il maggior numero di like sulla pagina del programma su Instagram oppure ricevendo il maggior numero di voti dal televoto durante lo spareggio.
Nel corso della terza puntata, i sei concorrenti rimasti in gara si affrontano in sfide a coppie. Al termine di ogni sfida, il concorrente salvato dalla maggior parte dei giudici viene promosso alla puntata finale; tra i tre concorrenti non salvati dalla giuria, il concorrente che riceve il minor numero di like sulla pagina Instagram del programma viene direttamente smascherato senza prendere parte allo spareggio, mentre gli altri due hanno la possibilità di esibirsi e di essere salvati dal televoto.
Nella quarta puntata, dopo lo spareggio rimasto in sospeso nella puntata precedente, i quattro concorrenti rimasti in gara si affrontano nuovamente in sfide a coppie, il cui esito è determinato da un voto combinato che unisce i consensi della giuria e le preferenze ricevute sulla pagina Instagram del programma; al termine di ciascun duello, il concorrente sconfitto viene direttamente smascherato. Nella sfida finale, poi, tramite il solo risultato del televoto si decreta il vincitore dell'edizione, a cui segue lo smascheramento degli ultimi due concorrenti.
Il giurato che indovina per primo l'identità del concorrente smascherato alla fine della puntata ottiene il ruolo di Re della giuria nella puntata successiva, avendo la possibilità di confermare o modificare il risultato delle preferenze dei colleghi giurati circa le esibizioni dei concorrenti.

## Cast

### Concorrenti
I concorrenti hanno complessivamente partecipato per 46 volte al Festival di Sanremo, collezionando 5 vittorie, hanno venduto 250 milioni di dischi, condotto oltre 70 programmi, interpretato 25 film, tenuto concerti in tutto il mondo in oltre 30 paesi, hanno pubblicato 10 libri, 88 album discografici e fatto milioni di ore televisive.
| VIP              | Maschera           | Attività                            | Posizione            |
| ---------------- | ------------------ | ----------------------------------- | -------------------- |
| Teo Mammucari    | Coniglio           | Conduttore televisivo               | Vincitore            |
| Al Bano          | Leone              | Cantante                            | Secondo classificato |
| Alessandro Greco | Mastino napoletano | Conduttore televisivo               | Terzi classificati   |
| Valerio Scanu    | Angelo             | Cantante                            | Terzi classificati   |
| Fausto Leali     | Mostro             | Cantante                            | Eliminato            |
| Emanuela Aureli  | Pavone             | Imitatrice e personaggio televisivo | Eliminata            |
| Arisa            | Barboncino         | Cantante                            | Eliminata            |
| Orietta Berti    | Unicorno           | Cantante                            | Eliminata            |

### Giuria
La giuria è composta da:
- Francesco Facchinetti
- Flavio Insinna (Re della giuria nella 2ª puntata)
- Guillermo Mariotto
- Ilenia Pastorelli (Regina della giuria nella 4ª puntata)
- Patty Pravo (Regina della giuria nella 3ª puntata)

## Tabella dello svolgimento del programma
Legenda
     Il cantante mascherato è stato salvato tramite il voto su Instagram e passa alla puntata successiva.
     Il cantante mascherato è stato salvato dai giudici e passa alla puntata successiva.
     Il cantante mascherato si è salvato dall'eliminazione tramite il televoto e passa alla puntata successiva.
     Il cantante mascherato è stato eliminato dal televoto e smascherato subito dopo l'eliminazione.
     Il cantante mascherato è il vincitore del programma e si aggiudica il trofeo della maschera d'oro.
| Maschera           | Concorrente      | Attività              | Puntate   | Puntate   | Puntate    | Puntate              |
| Maschera           | Concorrente      | Attività              | 1         | 2         | Semifinale | Finale               |
| ------------------ | ---------------- | --------------------- | --------- | --------- | ---------- | -------------------- |
| Coniglio           | Teo Mammucari    | Conduttore televisivo | Salvo     | Salvo     | Salvo      | Vincitore            |
| Leone              | Al Bano          | Cantante              | Salvo     | Salvo     | Salvo      | Secondo classificato |
| Mastino napoletano | Alessandro Greco | Conduttore televisivo | Salvo     | Salvo     | Salvo      | Terzo classificato   |
| Angelo             | Valerio Scanu    | Cantante              | Salvo     | Salvo     | Salvo      | Terzo classificato   |
| Mostro             | Fausto Leali     | Cantante              | Salvo     | Salvo     | Eliminato  |                      |
| Pavone             | Emanuela Aureli  | Imitatrice            | Salvo     | Salvo     | Eliminata  |                      |
| Barboncino         | Arisa            | Cantante              | Salvo     | Eliminata |            |                      |
| Unicorno           | Orietta Berti    | Cantante              | Eliminata |           |            |                      |

## Dettaglio delle puntate

### Prima puntata
Data: 10 gennaio 2020
| #         | Maschera           | Canzone                                  | Responso        | Responso      |
| --------- | ------------------ | ---------------------------------------- | --------------- | ------------- |
| 1         | Pavone             | Mi vendo (Renato Zero)                   | Salvo           | Salvo         |
| 2         | Coniglio           | Meraviglioso (Negramaro)                 | Salvo           | Salvo         |
| 3         | Mostro             | You Shook Me All Night Long (AC/DC)      | Salvo           | Salvo         |
| 4         | Unicorno           | E la luna bussò (Loredana Bertè)         | A rischio       | A rischio     |
| 5         | Angelo             | The Sound of Silence (Simon & Garfunkel) | Salvo           | Salvo         |
| 6         | Mastino Napoletano | 'O sarracino (Renato Carosone)           | A rischio       | A rischio     |
| 7         | Barboncino         | Rolling in the Deep (Adele)              | Salvo           | Salvo         |
| 8         | Leone              | Perdere l'amore (Massimo Ranieri)        | Salvo           | Salvo         |
| Spareggio | Spareggio          | Spareggio                                | Responso        | Identità      |
| 1         | Unicorno           | Fotoromanza (Gianna Nannini)             | Eliminato (47%) | Orietta Berti |
| 2         | Mastino Napoletano | Andamento lento (Tullio De Piscopo)      | Salvo (53%)     | N.D.          |

### Seconda puntata
Data: 17 gennaio 2020
| #         | Maschera           | Canzone                          | Responso        | Responso  |
| --------- | ------------------ | -------------------------------- | --------------- | --------- |
| 1         | Angelo             | Diavolo in me (Zucchero)         | Salvo           | Salvo     |
| 2         | Pavone             | La favola mia (Renato Zero)      | Salvo           | Salvo     |
| 3         | Barboncino         | Proud Mary (Tina Turner)         | A rischio       | A rischio |
| 4         | Mastino Napoletano | Caravan petrol (Renato Carosone) | A rischio       | A rischio |
| 5         | Coniglio           | I tuoi particolari (Ultimo)      | Salvo           | Salvo     |
| 6         | Mostro             | Highway to Hell (AC/DC)          | Salvo           | Salvo     |
| 7         | Leone              | È la mia vita (Al Bano)          | Salvo           | Salvo     |
| Spareggio | Spareggio          | Spareggio                        | Responso        | Identità  |
| 1         | Barboncino         | Think (Aretha Franklin)          | Eliminato (44%) | Arisa     |
| 2         | Mastino Napoletano | Yes I Know My Way (Pino Daniele) | Salvo (56%)     | N.D.      |

### Terza puntata
Data: 24 gennaio 2020
Ospiti: Adriano Pappalardo, Max Giusti
| #                 | Maschera           | Canzone                                                        | Preferenza Giuria | Preferenza Giuria | Preferenza Giuria | Preferenza Giuria | Preferenza Giuria | Voti ricevuti     | Responso        | Responso        |
| #                 | Maschera           | Canzone                                                        | Pastorelli        | Mariotto          | Pravo             | Insinna           | Facchinetti       | Voti ricevuti     | Responso        | Responso        |
| Prima manche      | Prima manche       | Prima manche                                                   | Prima manche      | Prima manche      | Prima manche      | Prima manche      | Prima manche      | Prima manche      | Prima manche    | Prima manche    |
| ----------------- | ------------------ | -------------------------------------------------------------- | ----------------- | ----------------- | ----------------- | ----------------- | ----------------- | ----------------- | --------------- | --------------- |
| 1                 | Coniglio           | A mano a mano (Rino Gaetano)                                   |                   |                   |                   |                   |                   | 3                 | Salvo           | Salvo           |
| 2                 | Mastino Napoletano | Como suena el corazon (Gigi D'Alessio)                         |                   |                   |                   |                   |                   | 2                 | A rischio       | A rischio       |
| Seconda manche    |                    |                                                                |                   |                   |                   |                   |                   |                   |                 |                 |
| 3                 | Angelo             | This Is Me (Keala Settle)                                      |                   |                   |                   |                   |                   | 3                 | Salvo           | Salvo           |
| 4                 | Mostro             | Shallow (Bradley Cooper e Lady Gaga)                           |                   |                   |                   |                   |                   | 2                 | A rischio       | A rischio       |
| Terza manche      |                    |                                                                |                   |                   |                   |                   |                   |                   |                 |                 |
| 5                 | Pavone             | Se bruciasse la città (Massimo Ranieri)                        |                   |                   |                   |                   |                   | 2                 | A rischio       | A rischio       |
| 6                 | Leone              | Medley: Ricominciamo (Adriano Pappalardo) e Nel sole (Al Bano) |                   |                   |                   |                   |                   | 3                 | Salvo           | Salvo           |
| Primo spareggio   | Primo spareggio    | Primo spareggio                                                | Primo spareggio   | Primo spareggio   | Primo spareggio   | Primo spareggio   | Primo spareggio   | Primo spareggio   | Responso        | Identità        |
| 1                 | Pavone             | -                                                              | -                 | -                 | -                 | -                 | -                 | -                 | Eliminato       | Emanuela Aureli |
| 2                 | Mastino Napoletano | Caruso (Lucio Dalla)                                           | -                 | -                 | -                 | -                 | -                 | -                 | Salvo           | N.D.            |
| 3                 | Mostro             | You Never Can Tell (Chuck Berry)                               | -                 | -                 | -                 | -                 | -                 | -                 | Salvo           | N.D.            |
| Secondo spareggio | Secondo spareggio  | Secondo spareggio                                              | Secondo spareggio | Secondo spareggio | Secondo spareggio | Secondo spareggio | Secondo spareggio | Secondo spareggio | Responso        | Identità        |
| 1                 | Mastino Napoletano | 'A pizza (Aurelio Fierro)                                      | -                 | -                 | -                 | -                 | -                 | -                 | Salvo (54%)     | N.D.            |
| 2                 | Mostro             | Rag Doll (Aerosmith)                                           | -                 | -                 | -                 | -                 | -                 | -                 | Eliminato (46%) | Fausto Leali    |

### Quarta puntata
Data: 31 gennaio 2020
| #              | Maschera           | Canzone                               | Preferenza Giuria | Preferenza Giuria | Preferenza Giuria | Preferenza Giuria | Preferenza Giuria | Voti ricevuti | Voto combinato e Responso | Identità         |
| #              | Maschera           | Canzone                               | Pastorelli        | Mariotto          | Pravo             | Insinna           | Facchinetti       | Voti ricevuti | Voto combinato e Responso | Identità         |
| Prima manche   | Prima manche       | Prima manche                          | Prima manche      | Prima manche      | Prima manche      | Prima manche      | Prima manche      | Prima manche  | Prima manche              | Prima manche     |
| -------------- | ------------------ | ------------------------------------- | ----------------- | ----------------- | ----------------- | ----------------- | ----------------- | ------------- | ------------------------- | ---------------- |
| 1              | Angelo             | Il cielo (Renato Zero)                |                   |                   |                   |                   |                   | 2             | Eliminato                 | Valerio Scanu    |
| 2              | Coniglio           | Anna e Marco (Lucio Dalla)            |                   |                   |                   |                   |                   | 3             | Salvo                     | N.D.             |
| Seconda manche |                    |                                       |                   |                   |                   |                   |                   |               |                           |                  |
| 3              | Leone              | Margherita (Riccardo Cocciante)       |                   |                   |                   |                   |                   | 5             | Salvo                     | N.D.             |
| 4              | Mastino Napoletano | Reginella (Libero Bovio)              |                   |                   |                   |                   |                   | 0             | Eliminato                 | Alessandro Greco |
| Duello finale  | Duello finale      | Duello finale                         | Duello finale     | Duello finale     | Duello finale     | Duello finale     | Duello finale     | Duello finale | Responso                  | Identità         |
| 1              | Coniglio           | Bella senz'anima (Riccardo Cocciante) | -                 | -                 | -                 | -                 | -                 | -             | Vincitore (54%)           | Teo Mammucari    |
| 2              | Leone              | Nessun dorma (Giacomo Puccini)        | -                 | -                 | -                 | -                 | -                 | -             | Secondo (46%)             | Al Bano          |

## Ascolti
| Puntata    | Messa in onda   | Ospiti                                        | Telespettatori | Share  | Fonte  |
| ---------- | --------------- | --------------------------------------------- | -------------- | ------ | ------ |
| 1          | 10 gennaio 2020 | Laura Chimenti                                | 4 437 000      | 20,85% | [ 10 ] |
| 2          | 17 gennaio 2020 | Barbara Capponi, Orietta Berti                | 4 025 000      | 19,53% | [ 11 ] |
| Semifinale | 24 gennaio 2020 | Adriano Pappalardo, Max Giusti, Orietta Berti | 3 788 000      | 18,67% | [ 12 ] |
| Finale     | 31 gennaio 2020 | Emanuela Aureli, Arisa, Orietta Berti         | 4 432 000      | 21,99% | [ 13 ] |
| Media      | Media           | Media                                         | 4 170 000      | 20,27% |        |